# Djebel Tazekka
 (août 2022).
Si vous disposez d'ouvrages ou d'articles de référence ou si vous connaissez des sites web de qualité traitant du thème abordé ici, merci de compléter l'article en donnant les références utiles à sa vérifiabilité et en les liant à la section « Notes et références ».
Le djebel Tazekka est un sommet situé au Maroc dans le parc national de Tazekka. Il culmine à 1 980 m d'altitude. Souvent entouré de nuages l'hiver il est parfois enneigé, entre octobre et avril. Il possède des richesses naturelles nombreuses et diverses, comme la cascade de Ras-el-Ma, ainsi que des gouffres, comme celui de Friouato, et des grottes, des crêtes aiguës, des vallées étroites et de très nombreuses sources. 